# Daniel Brodmeier

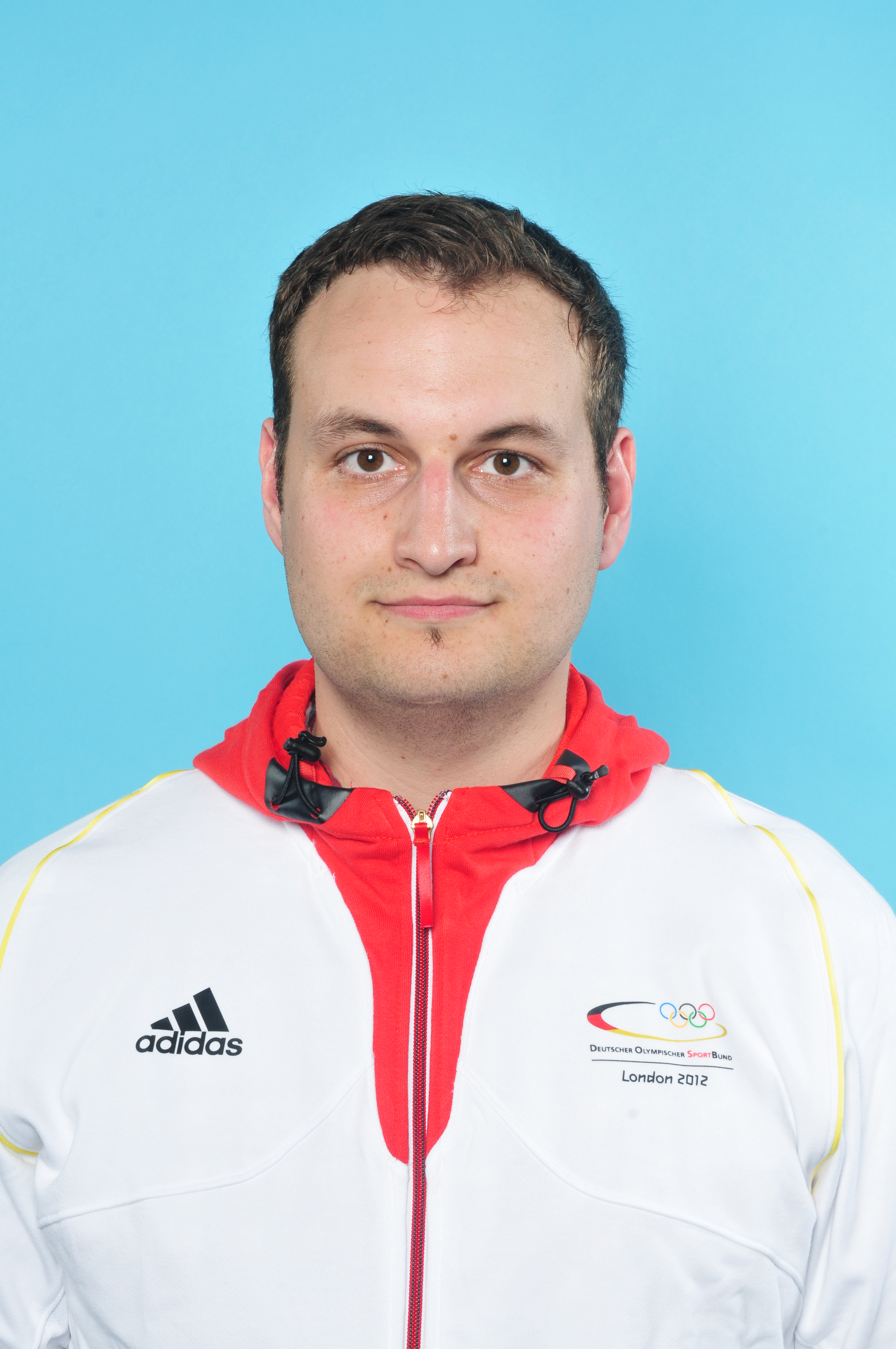
Brodmeier im Rahmen der Olympia-Einkleidung im Juni 2012 in Mainz

Daniel Brodmeier (* 2. September 1987 in Kelheim) ist ein deutscher Sportschütze in der Disziplin Kleinkalibergewehr (KK).
Daniel Brodmeier lebt in Niederlauterbach und arbeitet als Elektroniker für Geräte und Systeme. Der Angehörige des B-Nationalkaders startet für 1882 Saal und wird von Mario Gonsierowski trainiert. Er war zunächst als Junior erfolgreich. Bei den Weltmeisterschaften in Zagreb gewann er im Liegendanschlag die Silbermedaille und Bronze im Dreistellungskampf. Ein Jahr später gewann er bei den Junioreneuropameisterschaften in Granada nochmals Bronze im Dreistellungskampf und wurde Fünfter im Liegendanschlag.
Seit 2010 startet Brodmeier international bei den Männern. Erstes Großereignis wurden die Weltmeisterschaften in München, bei denen er mit Julian Justus und Henri Junghänel im Mannschaftswettkampf im Liegendanschlag Achter, im Dreistellungskampf mit Julian Justus und Maik Eckhardt Fünfter wurde, in den Einzelwettbewerben im Liegend- und Dreistellungskampf kamen die Ränge 17 und 15 hinzu. 2011 folgten die Europameisterschaften in Belgrad. Brodmeier gewann mit Junghänel und Eckhardt die Silbermedaille im Liegendanschlag und verpasste eine weitere Medaille mit Justus und Eckhardt als Viertplatzierte um einen Rang. Im Einzel-Dreistellungskampf kam er auf Rang 17 und wurde im Liegendanschlag 42. Brodmeier sicherte mit seinen EM-Platzierungen einen dritten deutschen Quotenplatz für die Olympischen Sommerspiele 2012 in London. Ende März qualifizierte er sich über einen fünften Weltcup-Rang für beide Kleinkaliber-Wettbewerbe. Im Liegendanschlag erreichte er als einer der wenigen deutschen Sportschützen der Spiele das olympische Finale und wurde am Ende mit 103.2 Ringen Fünfter. Als einziger Finalteilnehmer konnte er dabei eine perfekte 10,9 schießen. Eine noch bessere Platzierung wurde durch einen schlechten Standort mit zu vielen Umwelteinflüssen in der Qualifikation verhindert. Bei den Weltmeisterschaften 2014 gewann er im Liegendschießen mit dem Kleinkalibergewehr die Silbermedaille. 2016 nahm Brodmeier in Rio de Janeiro zum zweiten Mal an Olympischen Spielen teil. Im Liegendschießen schied er in der Qualifikation aus, im Dreistellungskampf erreichte er das Finale und belegte den vierten Platz. 2018 konnte Brodmeier bei der Schieß-Weltmeisterschaften eine Goldmedaille in der Disziplin 50 Meter Kleinkalibergewehr liegend Mannschaft mit seinen Sportschützenkollegen Christoph Kaulich und Maximilian Dallinger gewinnen.

## Erfolge
Erwachsenenklasse
- Olympische Spiele
  - Olympiateilnehmer 2012
  - Olympiateilnehmer 2016 4. Platz im Dreistellungskampf

- Weltmeisterschaften
  - WM-Silber (Einzel) 2014 (Gewehr liegend)
  - WM-Gold 2018 (50 Meter liegend Mannschaft)

- Weltcup
  - Weltcup-Finale (Bronze) 2013 (Gewehr liegend)
  - Weltcup-Finale (Gold) 2014 (Gewehr liegend)
  - Weltcup-Finale (Silber) 2014 (3x40)
  - Weltcup (Silber) 1-mal (3x40)
  - Weltcup (Bronze) 2-mal (3x40)
  - Weltcup (Bronze) 1-mal (Gewehr liegend)

- Europameisterschaften
  - EM-Silber (Team) 2011 (Gewehr liegend)

Juniorenklasse
- Juniorenweltmeisterschaften
  - WM-Silber (Einzel) 2006 (Gewehr liegend)
  - WM-Bronze (Einzel) 2006 (3x40)
- Junioreneuropameisterschaften
  - EM-Bronze (Einzel) 2007 (3x40)